# ألبرت نورتن
ألبرت نورتن (بالإنجليزية: Albert Norton)‏ هو سياسي أسترالي، ولد في 1836 في أستراليا، وتوفي في 11 مارس 1914 في نفس البلد. انتخب Speaker of the Legislative Assembly of Queensland ‏ وانتخب عضو المجلس التشريعي ولاية كوينزلاند.